# باد شانداو
باد شواندوا (بالألمانية: Bad Schandau) هي قرية وبلدة ألمانية تقع في ألمانيا في سويسرا السكسونية-جبال الخام الشرقية ‏. يقدر عدد سكانها بـ 2,999 نسمة .

## المدن التوأمة
مدينة Fichtenau هي مدينة توأمة لـباد شواندوا.

## معرض صور

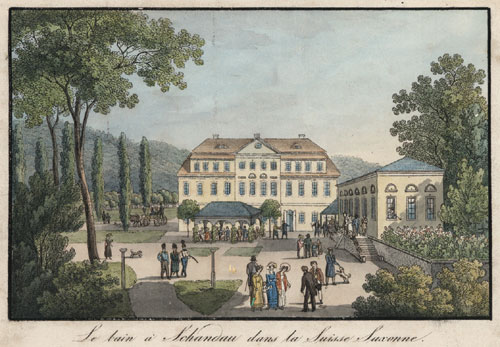
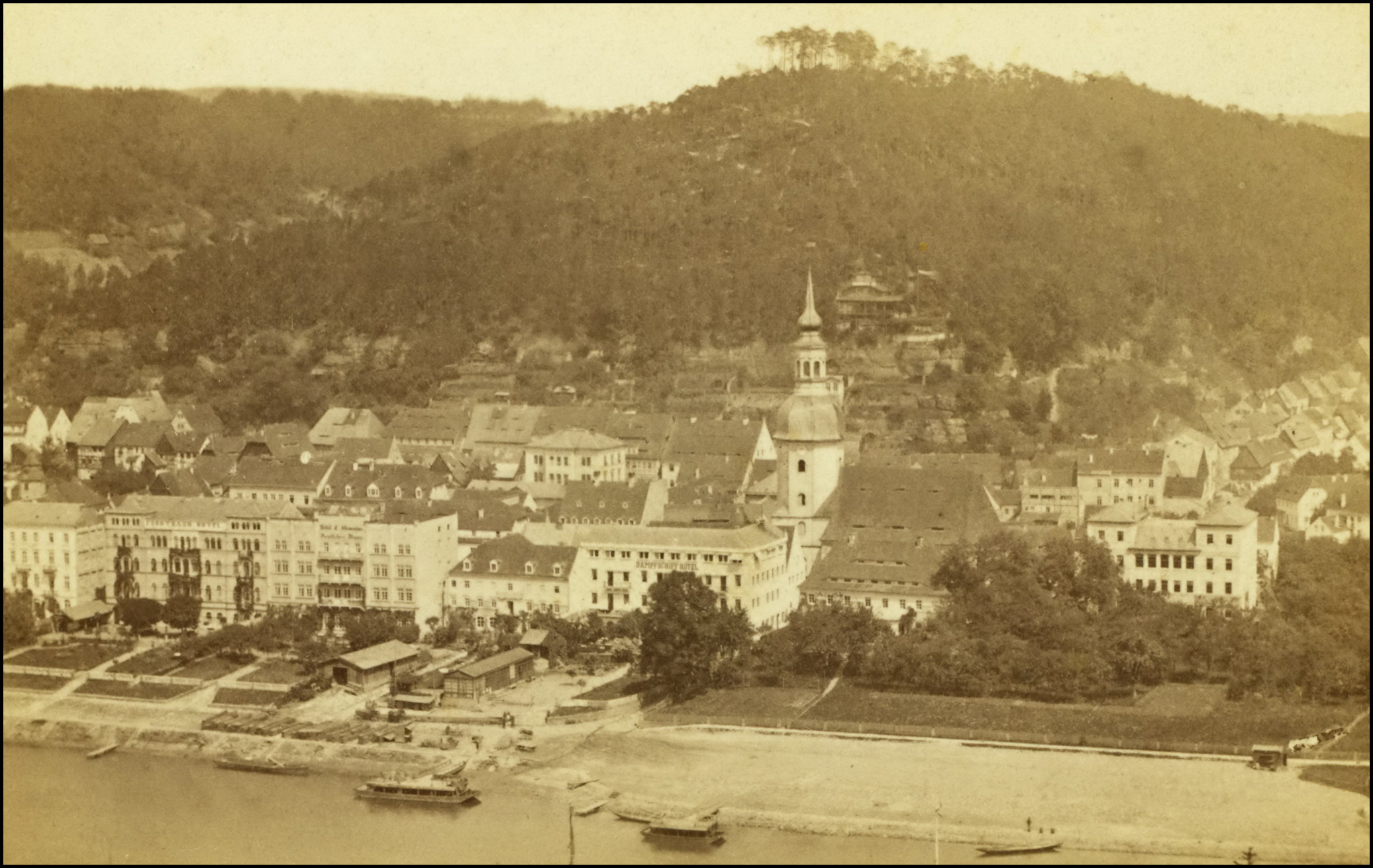
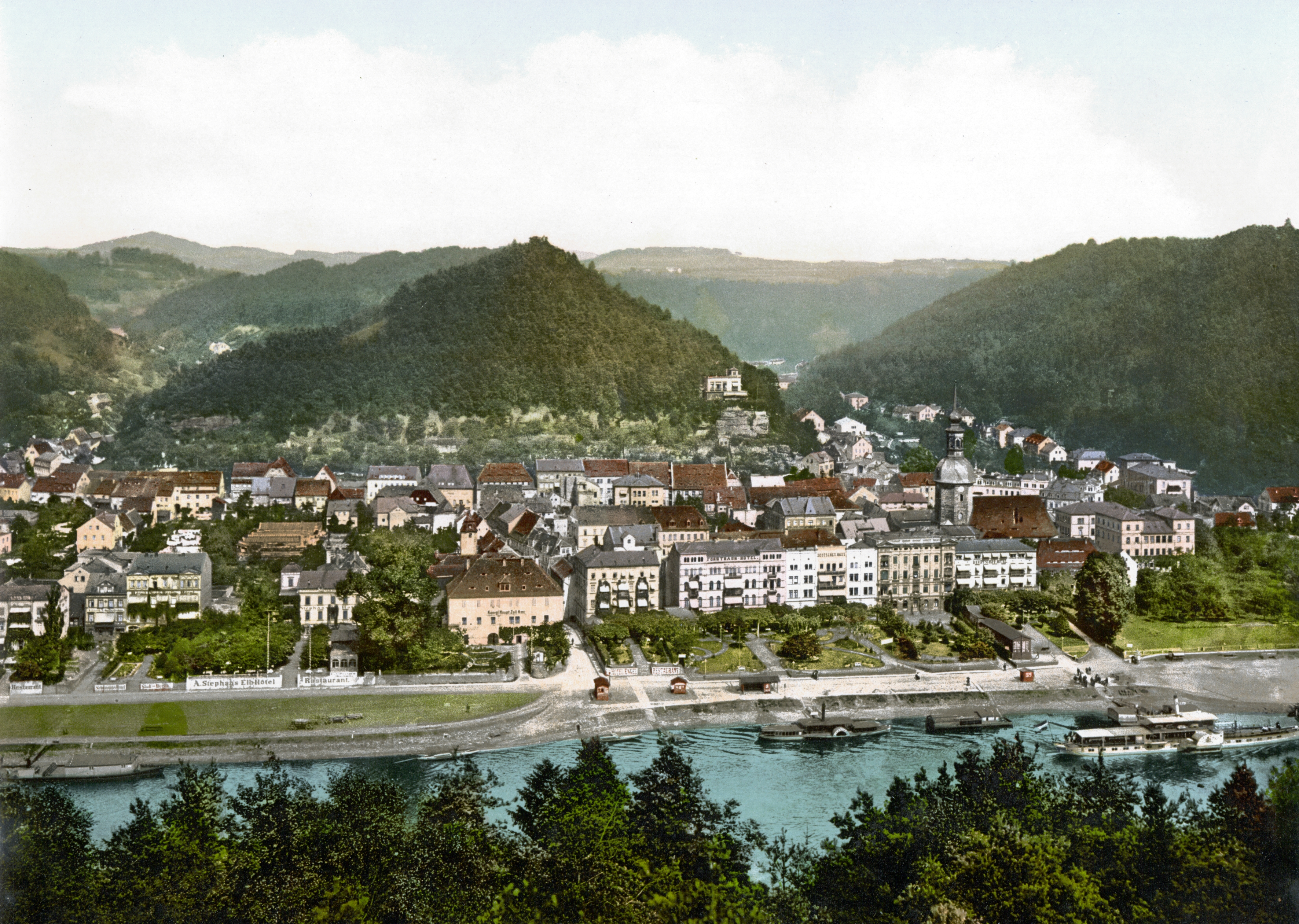
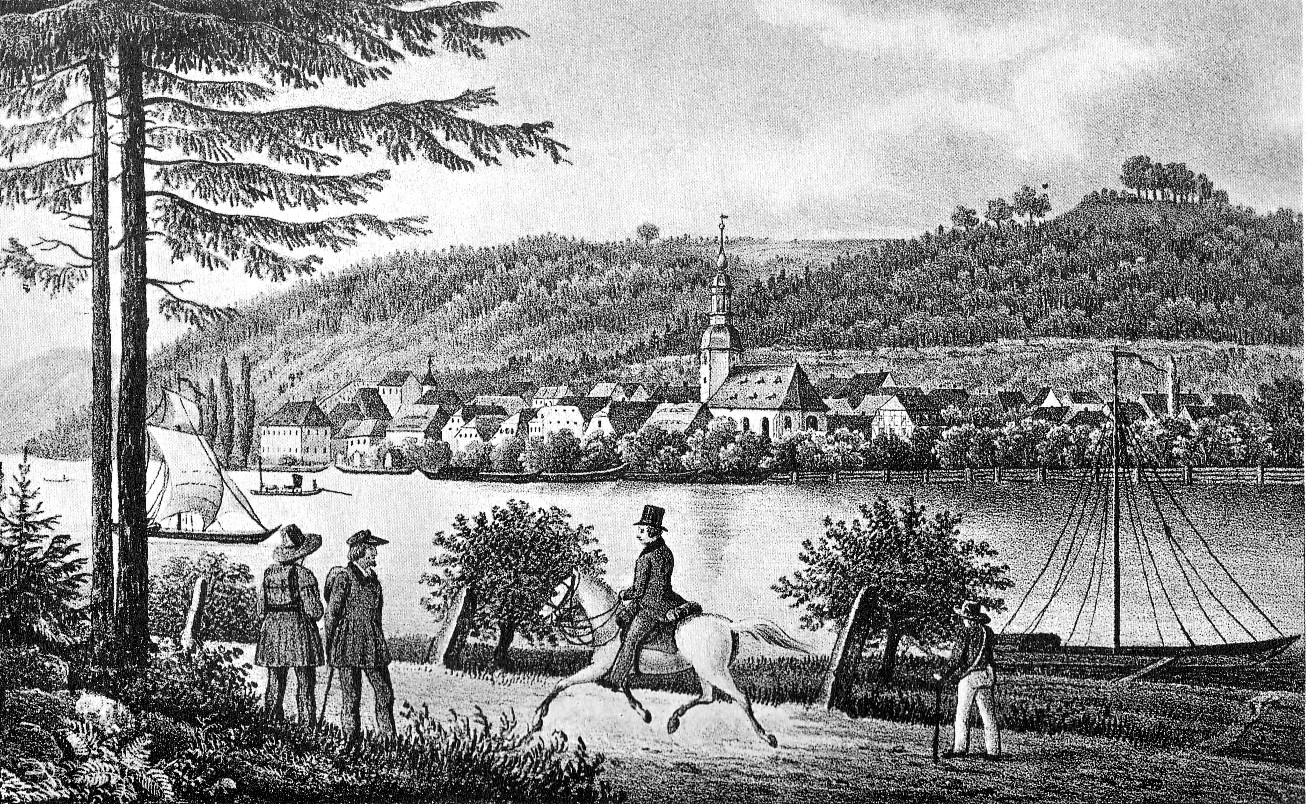
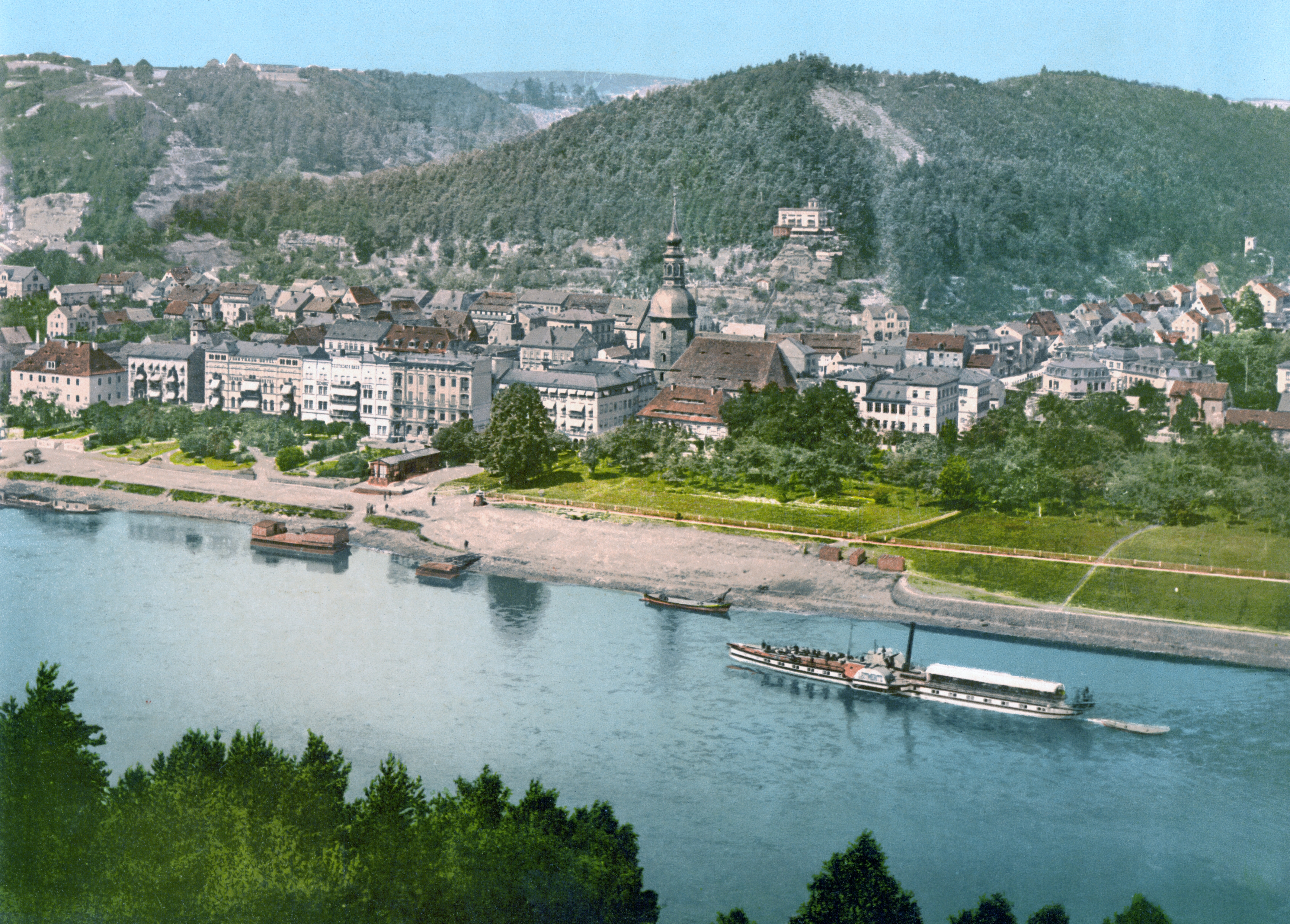

## أعلام
- كارل هاينريش إدموند فون بيرغ
- هاينريخ لبرخت فلايشر